# Saleby (Suède)
Pour les articles homonymes, voir Saleby.
Saleby est une localité de Suède située dans la commune de Lidköping du comté de Västra Götaland. Elle couvre une superficie de 0,48 km2. En 2010, elle compte 232 habitants.